# محوطه تاریخی شهرآباد
محوطه تاریخی شهر آباد مربوط به دوره ساسانیان است و در شهرستان ابرکوه، بخش بهمن، دهستان مهرآباد، ۵ کیلومتری غرب روستای شهر آباد واقع شده و این اثر در تاریخ ۲۷ بهمن ۱۳۸۷ با شمارهٔ ثبت ۲۴۷۶۰ به‌عنوان یکی از آثار ملی ایران به ثبت رسیده است.